# 仙劍Online
《仙劍Online》（以下简称仙劍OL）是由大宇資訊台灣台北研發總部以單機遊戲《仙劍奇俠傳系列》的故事设定为背景开发的一款網路遊戲（MMORPG）。目前此遊戲已結束營運。

## 遊戲世界觀
《仙劍Online》的遊戲世界觀是中國武俠與神話的結合，盤古開天闢地後，其精、氣、神分化成為“三皇”，也就是伏羲、神農和女媧。“三皇”各依自己的喜好，創造了神、人、獸三種生靈。而原本蘊藏在盤古身體內的“靈力”逸散，分解為水、火、雷、風、土“五靈”，散於天地之間。
在幾經紛爭與五靈之力影響，整個世界被分成神、魔、仙、妖、人、鬼六界，其中神、魔、鬼居於整個世界的外層，神與魔是正負相對的兩面，而鬼是所有生靈的終結之地，也是誕生起點。
神界不老不死，魔界無生無死，鬼界非生非死，這三界注視下的芸芸眾生就是人、妖、仙三界。仙是登天途中的神，也是人間嚮往和追求的境界；妖是修煉未熟的魔，也是法力高深的獸，是最為人類不容的族群；雙方千百年來恩怨糾葛從未間斷。
在這紛亂無常的世界裡，六界生靈為情、為慾、為求生存，牽扯出錯綜複雜的愛恨情仇，也不斷創造出動人的故事流傳於後世。

## 主要人物
李憶如

仙劍2.0 Online LOGO

現年16歲，李逍遙與趙靈兒之女，女媧族後裔，本身有著強大的靈力潛能卻尚未開發。在李大娘細心的教導下，養成了爽朗率直、胸襟寬大的個性。好奇心強，愛好和平，厭惡爭鬥，對人沒戒心，是個調皮可愛，無心機的可愛女孩。
由於李逍遙的關係，從小就是眾人手上的心肝寶貝，所以對長輩較沒大沒小。從小在水月宮長大，天性淳樸率真，說話口無遮攔。後移居林家堡，和李逍遙和林月如一同生活，月如待她視如己出，將她撫養長大。在杭州客棧中，偶然結識傻小子韓仲晰，遂結下一段不解之緣。
韓仲晰
韩医仙之子，韩梦慈的弟弟，遭到《仙剑奇侠传二》魔尊之子伐天的“灵”的侵入，但是因故并未因此被伐天控制，直到《仙剑Online》后期渐渐觉醒。因为家仇和李逍遥对峙，在锁妖塔一战被李逍遥打倒。
李逍遙
仙剑奇侠传初代男主角，在二代故事中成为蜀山仙剑派的掌门。於本作中鲜少出现，仅在主线卷七才有真正现身，在仙灵幻境的新手引导任务中出现的李逍遥是16年前被他自己封印在壶里的记忆。
趙靈兒
仙剑奇侠传初代女主角，李逍遥之妻、李忆如生母、女娲后人，在一代结局中决战时与拜月同归於尽。在本作中，仅以幻象出现在仙灵幻境的新手引导部分。
林月如
仙剑奇侠传初代女主角，李逍遥之妻、李忆如养母，在一代结局以傀儡之躯出现，于二代结局彻底复活。在本作中，作为蜀山掌门夫人随玩家一同展开新的故事。
阿奴
仙剑奇侠传初代女主角，在一代中暗恋李逍遥，后斩断姻缘终身不嫁，在二代中成为白苗族族长。在本作中，以白苗族族长的身份随玩家一同历险。

## 故事劇情
延續仙劍奇俠傳單機版二代劇情，故事年代設定於仙劍奇俠傳單機版二代的故事八年後，初代故事的16年後。

## 遊戲音樂
《仙劍Online》的音樂依舊延續仙劍奇俠傳單機系列，由第四十五屆台北國際華文電影“金馬獎”最佳電影原創歌曲《國境之南》作曲人曾志豪還有與仙劍一同成長的Musit繆斯特音樂工作室共同打造仙劍Online的音樂。

## 重要版本更新

仙劍Online 上線初版LOGO

### 台港澳
| 版本名称 | 对应版本号     | 上线时间       | 主要内容 | 备注 |
| -------- | -------------- | -------------- | --- | --- |
| 神騎版   | 0.5.4.7        | 2009年5月27日  | 座骑系统 帮会系统更新 PVE服务器：彩衣 | - |
| 愛與戰   | 0.6.1.1        | 2009年7月22日  | 领地战系统 副本：地魔兽 | - |
| 天若有情 | 0.6.14.14      | 2009年10月22日 | 结婚系统 师徒系统 新地图：雷泽之滨 | - |
| 锁妖塔   | 0.6.19.30      | 2009年12月16日 | 新地图：隐龙窟、丹轮福地、云夏沙漠 新副本：锁妖塔、神木林 等级上限55级 各职业绝学                                                             | - |
| 仙劍2.0  | 1.00.02.020    | 2010年1月27日  | 登录界面、操作界面、部分地图、全职业技能效果更新 转识 幻化 御灵转识 新服务器：仙灵岛                                                          | 部分舊地圖更新：杭州城（西、北、南）、鄱阳湖平原、太湖船坞、钱塘江滨、峨眉峰、仙灵幻境、洞庭湖。 新馬地區不刪檔封測所使用之版本 |
| 戰騎廄苑 | 1.01.01.001    | 2010年4月28日  | 戰騎廄苑 雙人座騎 利金商城 强化帮会留言系统                                                                                                   | - |
| 女媧降臨 | 2.00.02.020    | 2010年10月27日 | 新副本：聖女劫、聖靈降世、群魔亂舞蕩神州 鎣星系統 轉識裝備渡識 轉識奇境 新活動：殷契虛界 新增仙獸內丹獲取方式 全新幫會福利機制 新服务器：女娲 | - |
| 月神谭   | 3.00.02.020    | 2011年5月4日   | 新活动：大凡圣光渡众生 新地圖：新月峽谷 新副本：泥犛祭壇 轉識專屬任務 等级上限60级 玄石阶数提升至六阶                                         | 新活动大凡圣光渡众生上线的同时，将取代原有的宠物擂台赛活动。                                                                    |
| 古禍再臨 | 3.00.12.190    | 2011年12月14日 | 新副本：古禍再臨 新地圖：猿啼峰蛆蟲之地 新系統：五五宮儀賓果系統、靈彈系統、肩浮系統、時裝強化系統                                            | |
| 光速版   | 4.00.00.000.tw | 2013年9月17日  | 新系统：御灵附魂 新伺服器：趙靈兒伺服器 新系統：在线、登入奖励 五五宮儀賓果系統進化                                                           | 目前版本 |

### 中國大陸
| 版本名称          | 对应版本号         | 上线时间       | 主要内容 | 备注                   |
| ----------------- | ------------------ | -------------- | --- | ---------------------- |
| 一騎飛仙          | 0.5.0.1            | 2009年5月15日  | 座騎系統 幫會據點 免CDKEY新服务器：群雄、壮志                                                                                              | 台港澳公测时所用之版本 |
| 第二季，希望      | 0.6.10.10.1        | 2010年9月18日  | 新地图：雪岭洞天，汨罗江底 新副本：地魔獸、磐甲巨神 新活動：拯救仙靈樹 天罡附神录和肩帔系統                                                | -                      |
| 问情              | 0.6.22.61.1        | 2011年1月18日  | 结婚系统 仙剑市集 新地圖：雷澤之濱、冥泉里、隐龙窟、雲夏沙漠、丹轮福地、寒暑飛岫（奇境） 新副本：神木林、锁妖塔 等级上限55级 各职业绝学    | -                      |
| 仙劍2.0：万剑重生 | 1.01.14.120.010    | 2011年6月28日  | 转识系统 师徒系统 强化公会留言板 玲珑宝龛 部分舊地圖更新：杭州城（西、北、南）、鄱阳湖平原、太湖船坞、钱塘江滨、峨眉峰、仙灵幻境、洞庭湖。 |                        |
| 梭羅幻境          | 1.01.14.120.100.cn | 2011年9月27日  | 新系統：戰騎系統、幻化系統 新副本：梭羅幻境                                                                                                |                        |
| 女媧降臨          | 2.00.10.070.000.cn | 2012年1月10日  | 新副本：朽鬼、聖女劫、聖靈降臨 新系統：渡識系統、鎣星系統 全新新手任務                                                                     |                        |
| 月神譚            | 3.00.18.000.000.cn | 2012年6月12日  | 新地圖：新月峽谷 新副本：泥犛祭壇 開放時裝強化 等級上限60級                                                                                |                        |
| 古禍再臨          | 3.00.19.000.070.cn | 2012年11月23日 | 新副本：古禍再臨 新地圖：猿啼峰蛆蟲之地 新系統：五五宮儀、靈彈系統                                                                         |                        |
| 仙靈福魂          | 3.00.20.000.100.cn | 2013年1月29日  | 新系統：御靈附魂系統、靈彈系統 新活動：御靈之心、蛇年鬧新春                                                                                | 目前版本               |

### 新馬
- 尚無資料片上線。

## 幕後花絮

### 開發歷史
- 2001-仙劍奇俠傳網路版(第一版)
- 2003-仙劍奇俠傳網路版(第二版)
- 2007-仙劍Online(第三版)

### 獲獎情況
- 2007 第四屆中國網路遊戲行業年會：2008年度最受期待網路遊戲
- 2008 中國遊戲奧斯卡金翎獎：玩家最受期待十大網路遊戲第一名
- 2008 中國遊戲奧斯卡金翎獎：最佳3D網路遊戲
- 2009 GAMESTAR遊戲之星：自製最佳線上遊戲銀獎
- 2009 GAMESTAR遊戲之星：代理最佳線上遊戲金獎[3]
- 2009 GAMESTAR遊戲之星 數位內容競賽個人獎：最佳配樂音效獎- 仙劍Online 曾志豪[4]

### 各地新聞

#### 中國大陸
- 公测事件

在大陆地区，久游網最初预计将仙剑OL以CD-KEY及道具收费方式运营，每个CD-KEY激活一个游戏帐号，每个CD-KEY售价30人民币。2009年1月10日公测第二天，久游方面宣布在线人数达到50万，这遭到玩家普遍质疑。有玩家将仙剑的道具收费项目罗列出来，道具价格偏高。11日中午，久游宣布每个CD-KEY可以获赠5个亲友CD-KEY，官方的解释是庆祝春节，而玩家表示这损害了第一批玩家的利益。12日，久游再次宣布免费发放2009个免费CD-KEY，共持续约4小时。13日，官方发放888个免费CD-KEY，15日，官方宣布开放免费游戏区，原CD-KEY玩家升级为VIP玩家。有愤怒的玩家认为这是久游的欺骗行为，并投诉到315电子投诉网。22日，久游对游戏进行大规模更新，称之为“新春版”，并宣布这是公测，而1月9日的测试只是开放性测试。对于提供免费激活帐号的做法，官方解释为营造“全民仙剑时代”。
- 「無收益」事件

2009年2月24日，游戏更新后，玩家每天达到一定打怪上限后，会获得一个“无收益状态”。在此状态下无法获得打怪经验值、掉落物（不含任务道具）、掉落金钱。 此状态是必须等到次日6点才能取消。此举引发诸多争议，玩家普遍认为此举为久游限制外挂的相关举动。
- 「玄石」复制品事件

2009年2月24日，玩家发现，仙剑ol道具管理存在BUG至使出现大量“廉价”的“玄石”复制品并公开叫卖。此消息一度引起轩然大波。并有玩家表示受其影响，电信1区、网通1区服务器已失去游戏价值
2月25日，久游官方宣布BUG已经修复，将对相关帐号进行核查处理，并希望玩家提供相关线索。
- 「複製門」事件

2009年3月1日，仙剑ol道具管理再次被发现存在巨大BUG。玩家在通过“杭州城”3城区的“传送门”时寄卖物品，寄卖物品将不会从行囊中扣除。于是大量玩家通过此漏洞复制包括玄石、冲装券、经验袋等重要物品。
由于久游并未及时关闭游戏服务器并进行回档处理，至使包含诸多VIP区在内的“世界”完全混乱。依靠“复制品”，不少玩家在“世界”中开始疯狂“屠杀”。
对于玩家投诉，久游公司一律采用“机器人式”回答；对于官方论坛中言辞较为犀利的帖子（包括转载的相关媒体报道，如：3月4日京华时报：《<仙剑OL>公测引发玩家投诉潮 测试协议含“霸王条款” 玩家权益难保障？》），久游一律予以删除。坊间曾一度传言：久游拟放弃仙剑OL。
3月6日，久游首次对此事件发表官方声明。除表示游戏漏洞已被修复外，声明中仍未涉及“复制”问题的处理意见。而不少玩家表示由于失去信心已删号走人。
- 「鑲嵌門」事件

2009年3月28日，仙剑OL服务器端被发现出现疑似“数据溢出”bug。玩家通过“特殊方式”镶嵌“乳香脂”、“御空符”等奇异物品后会获得“超人”属性。血、灵力、攻击力等均上到数亿。久游当晚维护后，此bug被修复。
- 「衝裝門」事件

2009年4月2日，仙剑OL装备强化系统出现BUG，玩家通过“特殊方式”可以实现“强化失败不退介”。当晚9时29分48秒官方论坛发布停机预告，12秒后全区全服关闭维护。次日久游对疑似使用bug的帐号做出临时停权处理，截至4月10日15时仍无进一步消息。
- 結束營運

2015年5月20日，久遊網在其官方論壇宣佈，將於2015年6月30日正式結束本作的營運。

#### 台港澳
- 封测（CB）事件

2009年4月9日，仙剑OL台港澳地区开始封测，遊戲新幹線也正式釋出《仙劍Online》30秒電視廣告版，搶先在網路上放映 30 秒版本蝶戀（页面存档备份，存于）的感人情節。此外，藝人黃韻玲與林俊逸為《仙劍Online》所演唱主題曲《蝶戀（页面存档备份，存于）》也同步於 Pixnet 痞客幫上首度播映。
- 仙剑2.0改版

2010年1月7日，在蘋果日報的報導中提及仙劍Online將於1月底推出仙劍2.0改版。其後遊戲新幹線更釋出仙劍2.0 Online改版專區，包含了轉生系統，幻化系統，二轉御靈等重大內容更新。
- 結束營運

2014年1月14日，遊戲新幹線在本作官網發布公告，宣布本作將於2014年4月16日結束營運。

#### 星馬
- 封測(CB)事件

2011年4月15日，大宇資訊公布仙劍Online在星馬地區開始封測，並預載2.0版本，由馬來西亞CiB Net公司代理。
- 結束營運

2014年6月17日，官網發布公告，與開發商公司的合約即將到期並將不再續約，本作將於2014年7月17日結束營運。

### 侵權與模仿
- 「完美時空」公司於中國大陸搶先登記「仙劍」二字商標。
- 仙劍江湖Online
- 大話仙劍Online